# Mühlhausen, Kraichgau
Mühlhausen là một đô thị nằm ở huyện Rhein-Neckar, thuộc bang Baden-Württemberg của Đức.

## Nhân khẩu học
Phát triển dân số: 
| Năm  | Số dân |
| ---- | ------ |
| 1990 | 6,711  |
| 2001 | 7.900  |
| 2011 | 8.163  |
| 2021 | 8,733  |